# Gare de Saint-Pétersbourg-Varsovie
La gare de Varsovie (en russe : Варша́вский вокза́л, Varshavsky vokzal) est l'une des gares de Saint-Pétersbourg, en Russie. Comme son nom l'indique, c'était historiquement la gare des trains menant à Varsovie.
Elle abrite aujourd'hui un musée ferroviaire à ciel ouvert.

## Histoire

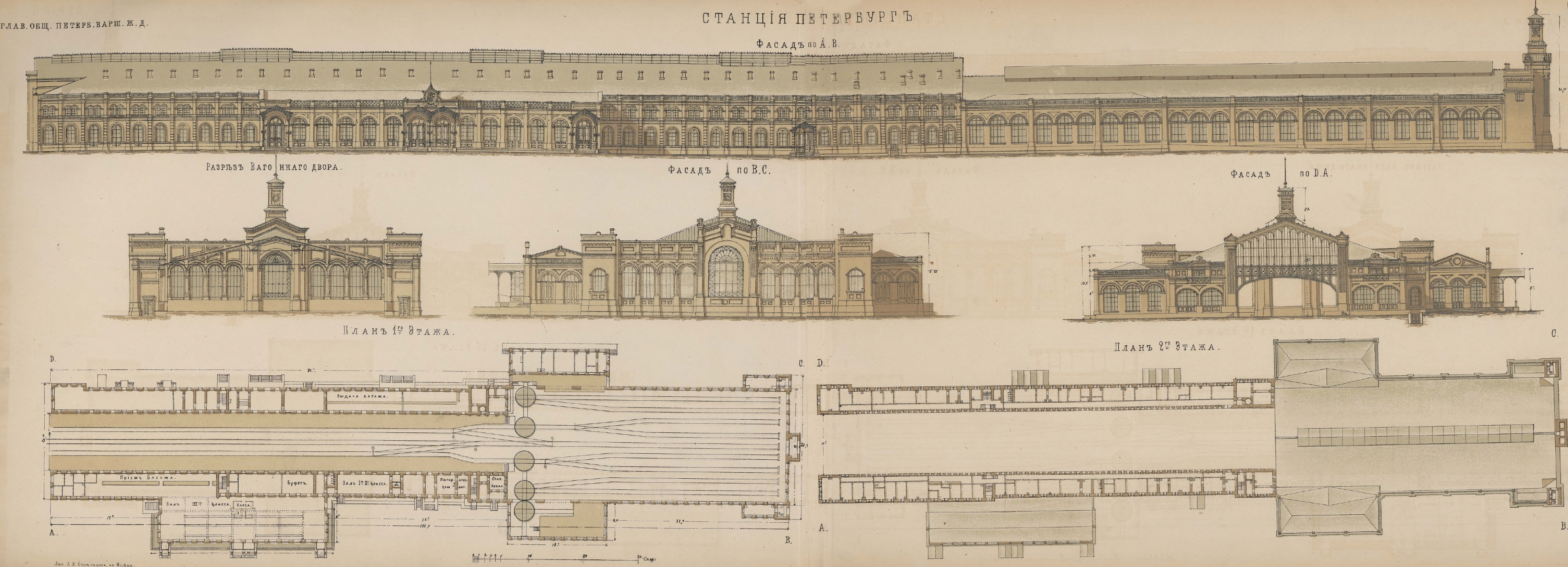
Plan de la gare.

La gare a été construite en 1852-1853, selon le projet de l'architecte K. A. Skarzhinsky, pour le chemin de fer reliant la capitale à la résidence royale de Gatchina. La longueur de la ligne, ouverte le 31 octobre (12 novembre) 1853 était alors de 44,6 km. À l'origine, le bâtiment était entouré sur trois côtés de plates-formes recouvertes d'une structure voûtée en métal et verre.
En 1857-1860, afin d'agrandir la gare, un nouveau bâtiment fut construit (architecte P. O. Salmanovich), avec deux immeubles en pierre pour les employés, dont un a survécu. La charpente en fer avec remplissage de verre, qui couvrait l'ensemble des quais et voies, répondait aux tendances architecturales avancées de l'époque, mais s'est avérée coûteuse à exploiter et a vite été polluée par la fumée des locomotives. Depuis 1857, la construction de la ligne a été réalisée par la Société principale des chemins de fer russes.

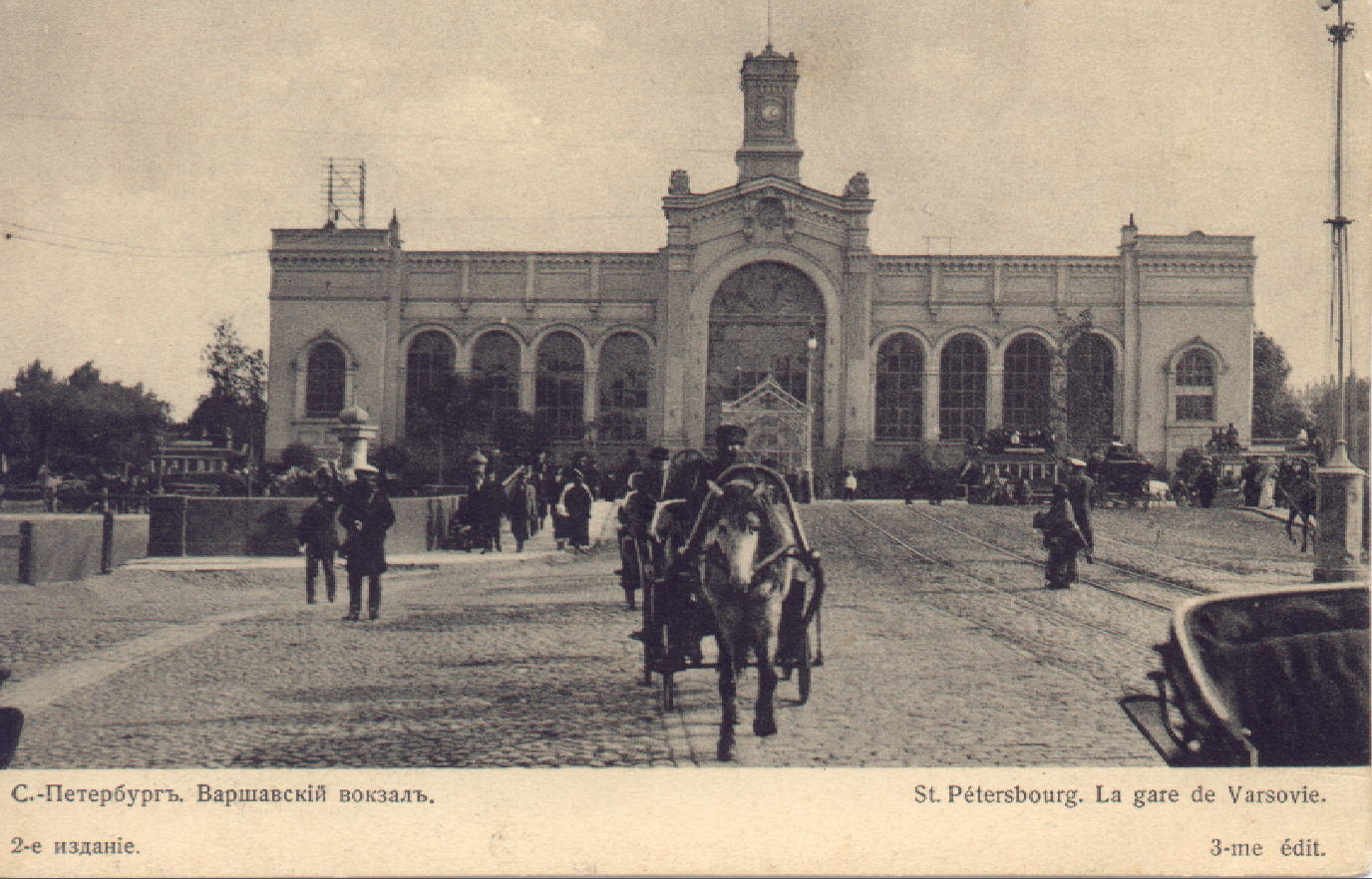
Bâtiment de la gare en 1904.

En 1859 est ouverte la ligne vers Pskov (273 km) ; puis, le 15 (27) décembre 1862, le trafic est ouvert vers Varsovie (Chemin de fer Pétersbourg-Varsovie). Une branche distincte vers la frontière prussienne (Landvarovo - Verzhbolovo) reliait Saint-Pétersbourg aux capitales des États européens.
Les trains de la Ligne de Varsovie se distinguaient par des voitures confortables et richement meublées, destinées principalement aux passagers de première classe. Le train impérial et un certain nombre de trains « familiaux » appartenant aux familles russes les plus riches et les plus influentes empruntaient cette ligne. De là partait le « Nord Express », vanté par Nabokov, pour Paris.
Pendant la Première Guerre mondiale, la gare de Varsovie, relativement peu chargée, accueillait des trains de blessés. Pour les accueillir, une branche du réseau de tramway de la ville a été spécialement posée sur les quais de la gare, puis prolongée jusqu'à la gare de marchandises et a existé sous cette forme jusqu'en 1993.
Dans les années 1930, une station de chargement de tramway et un dépôt de tramway de marchandises, nommé plus tard d'après Krasutsky , ont été construits sur le pôle Goryachi, près de la gare de Varsovie, pour livrer les marchandises aux usines . Selon le plan général de 1935, la perspective Izmailovsky devait s'étendre à travers le territoire de la gare vers le sud-ouest, tandis que le bâtiment de la gare de Varsovie devait être démoli. Ces plans n'ont pas été mis en œuvre.
Pendant la Grande Guerre patriotique, la station a subi des bombardements. Les travaux de restauration furent achevés en 1949. Sur la façade principale de la gare, dans une niche, une sculpture en bronze de V.I. Lénine (sculpteur : Tomsky N.V. ) a été installée.
En 1967, lors de l'électrification de la ligne de Varsovie, les voies ferrées furent retirées sous la gare et une partie de la verrière fut démontée.

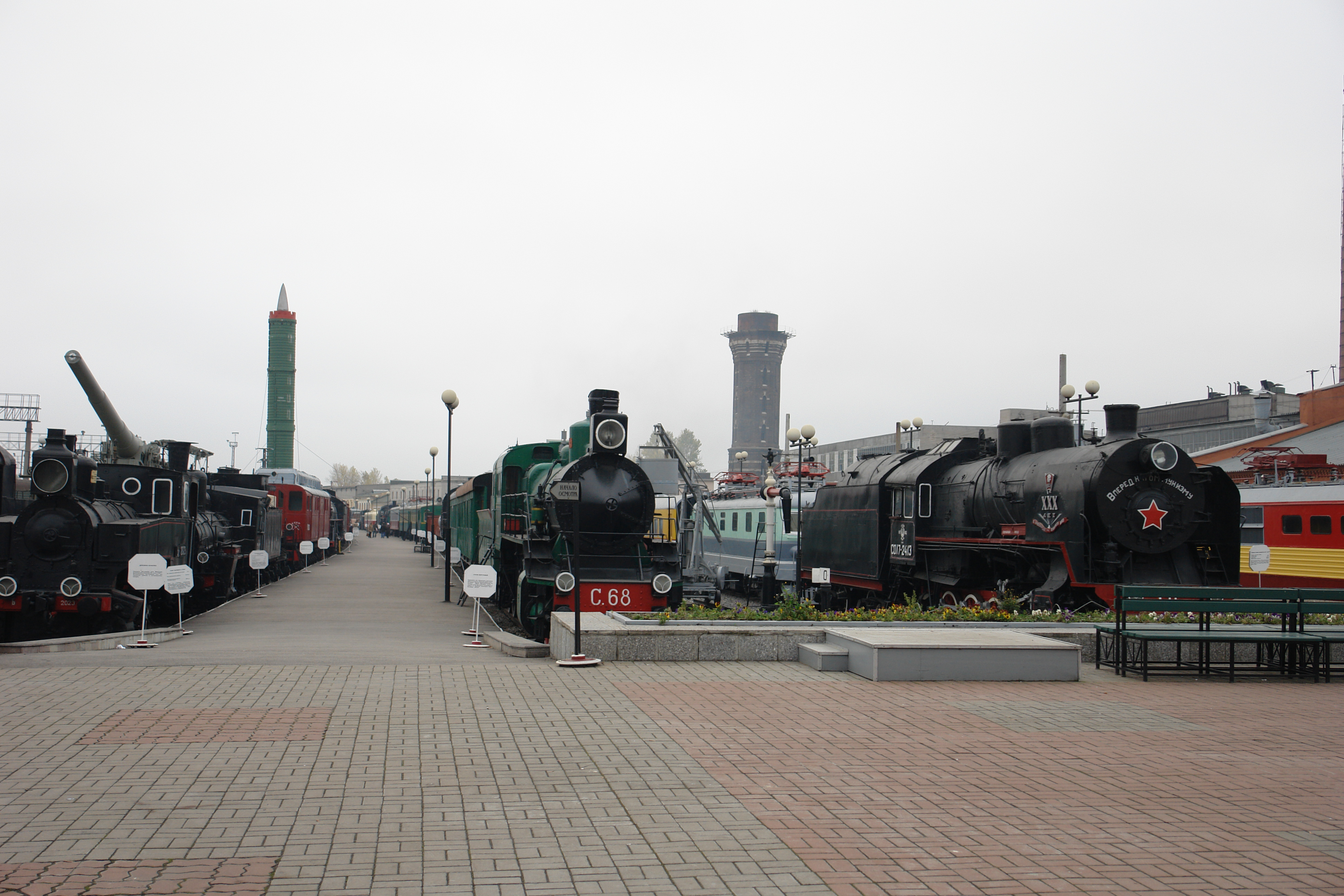
Vue générale de l'ancienne exposition du musée de la gare de Varsovie jusqu'en 2016. Au centre, locomotive à vapeur C68.

À l'époque soviétique, des trains partaient de la gare de Varsovie vers les pays baltes, l'ouest de l'Ukraine, ainsi que les pays du camp socialiste (RDA, Pologne, Tchécoslovaquie). Des trains électriques partaient vers Luga et la Baltique.
Le 15 mai 2001, la gare a été fermée pour reconstruction ; les trains de banlieue et longue distance ont été transférés aux gares Baltique et Vitebsky. Sur certaines voies, jusqu'en 2016, l'exposition du Musée de l'équipement ferroviaire, nommé V.V. Chubarov, a été déployé. Il était prévu d'héberger un musée d'art moderne dans le bâtiment de la gare, à l'image du musée d'Orsay, également situé dans un ancien bâtiment de gare, à Paris. Cependant, la gare a été transformée en un complexe commercial et de divertissement nommé Varsovie Express, et le monument à V.I. Lénine a été démantelé et transporté dans la cour de NSU qui porte son nom.
En 2011-2013, la ligne de Varsovie (jusqu'à la gare de Bronevaya) a été entièrement démantelée.
Le 6 juin 2016, le déménagement de l'exposition sur le matériel roulant a commencé vers de nouveaux bâtiments à proximité de la gare Baltique. Le nouveau musée de haute technologie s'appelle Musée ferroviaire russe. Certains bâtiments ont été préservés comme bâtiments historiques avec réaffectation, notamment le bâtiment rond du dépôt de réparation automobile et le bâtiment de la partie wagon.
En 2021, le complexe commercial Varsovie Express a été fermé, et à sa place, le centre commercial alimentaire « Vokzal 1853 » a ouvert ses portes en novembre 2022.
Actuellement, l'ancien territoire de la gare est constitué de complexes résidentiels divisés en appartements. Parmi les équipements existants, outre le bâtiment de la gare, il ne restait que deux entrepôts et un château d'eau.

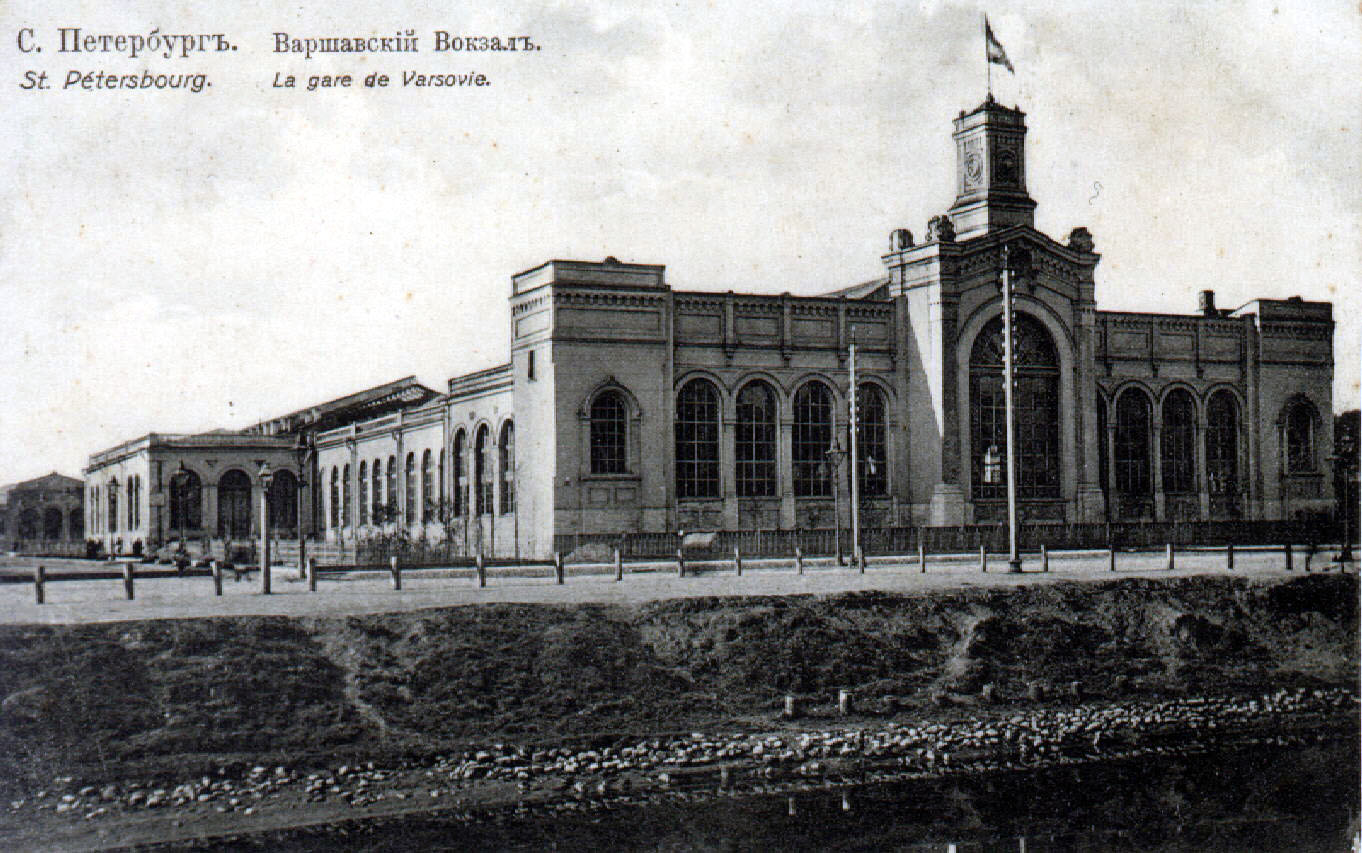
La are de Varsovie sur une carte postale du début du XXe siècle.
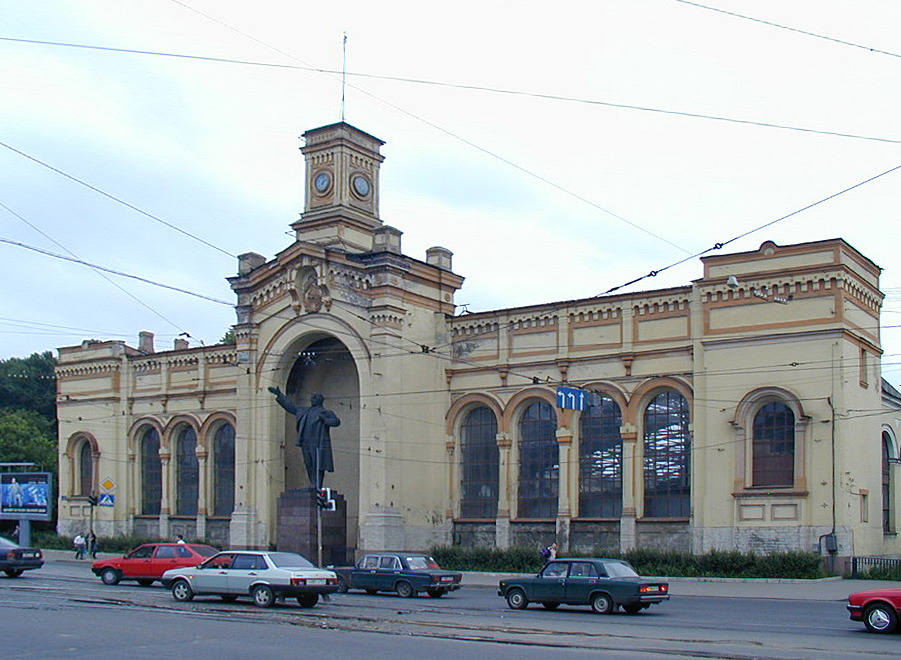
La gare de Varsovie, après sa fermeture en 2001.
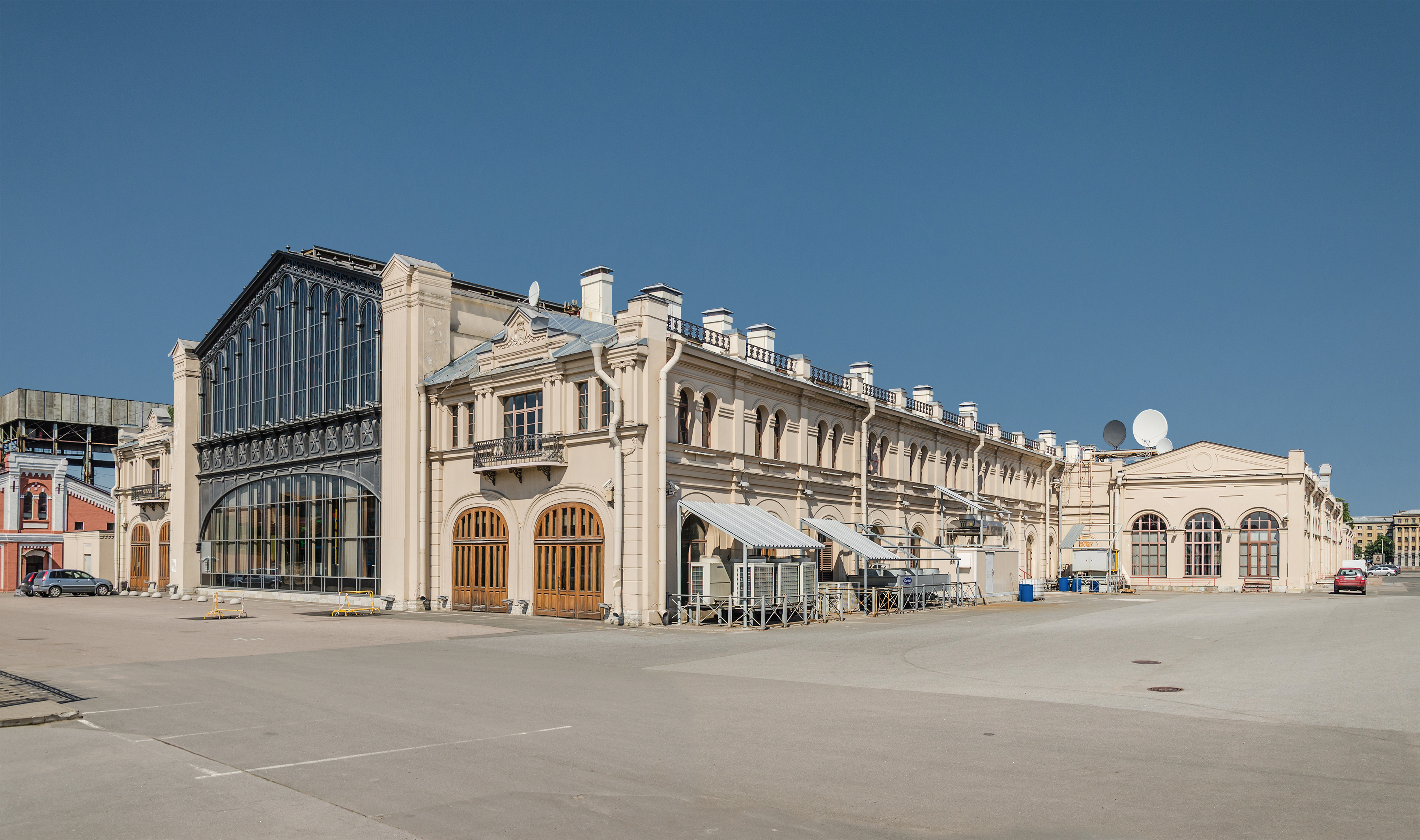
Vue depuis les anciennes voies, en 2012.